# E.H. Carr
Edward Hallett "Ted" Carr CBE (Londen, 28 juni 1892 – Londen, 3 november 1982) was een Brits diplomaat en historicus, gespecialiseerd in de geschiedenis van Rusland en de Sovjet-Unie.

## Leven
Carr genoot een klassieke studie aan het  Trinity College te Cambridge. Tijdens de Eerste Wereldoorlog trad hij in diplomatieke dienst. Na de oorlog was hij onder meer betrokken bij het opstellen van de Vrede van Versailles (1919). Hij bleef werken bij Buitenlandse Zaken tot eind jaren dertig, was in die periode met name betrokken bij de relaties tussen Engeland en de Sovjet-Unie en was een pleitbezorger van het Verdrag van München in 1938. Carr stond bekend als een liberaal-realistisch politiek denker, maar helde later nadrukkelijk over naar links. Tijdens de Tweede Wereldoorlog werkte hij als redacteur voor ‘The Times’, waar hij regelmatig pleitte voor een Engels-Russische alliantie na de oorlog. In de jaren vijftig en zestig trad Carr regelmatig op als lector aan universiteiten, onder meer te Cambridge. In 1964 ontving hij een eredoctoraat aan de Rijksuniversiteit Groningen.

## Werk
Carr is vooral bekend geworden door zijn monumentale 14-delige A History of Soviet Russia (1954-1979), een studie van de Sovjet-Unie in de jaren 1917 tot en met 1929. Tot aan de opening van de Sovjet-archieven eind jaren tachtig gold A History of Soviet Russia als hét standaardwerk over de Russische geschiedenis in de aangegeven periode. Carr behandelt uitgebreid zowel politieke, sociale, economische als culturele aspecten van de geschiedenis, in hun onderlinge samenhang.
Veel lof kreeg hij ook voor zijn eerdere, meer toegankelijke biografische werken over Aleksander Herzen (The Romantic Exiles, 1931), Dostojevski (1931), Karl Marx (1934) en Michael Bakoenin (1937). De biografie van Bakoenin geldt nog steeds als toonaangevend en verscheen in het Nederlands in een (ingekorte) bewerking van Anton Constandse.
Van Carrs kritisch-beschouwend werk is het meest bekend zijn boekwerk What Is History? (1961), waarin hij traditionele (empirische) historiografische methodes aanviel, die hij verweet te veel te leunen op toevallig gekozen feiten. Zelf bepleitte hij een meer deterministische methode waarbij historische gebeurtenissen altijd vanuit grotere (meervoudig conjuncturele) verbanden worden beschouwd.